# Delitto Casati Stampa
Il delitto Casati Stampa, noto anche come delitto di via Puccini, fu un duplice omicidio commesso a Roma il 30 agosto 1970 nell'abitazione di Camillo Casati Stampa Di Soncino, un ricco possidente che era nato l'8 gennaio 1927 e che era stato marchese di Casate nel biennio 1946-1947 in quanto discendente di una delle più antiche famiglie patrizie di Milano. Questi uccise la moglie Anna Fallarino, nata il 19 marzo 1929, e il suo giovane amante Massimo Minorenti, classe 1945, per poi suicidarsi.
La vicenda ebbe ampia risonanza, per via della notorietà dei personaggi coinvolti, sia per i retroscena morbosi che all'epoca attirarono l'attenzione pubblica, in quanto venne rivelato che Massimo Minorenti era l'amante di Anna Fallarino con il consenso del marito, che la spingeva infatti ad avere rapporti sessuali che lui si limitava a osservare.

## Storia
Camillo Casati Stampa Di Soncino e Anna Fallarino si erano incontrati per la prima volta a Cannes nel 1958. La donna all'epoca era sposata con l'ingegnere Giuseppe Drommi (poi consorte di Patrizia De Blanck). Camillo Casati Stampa Di Soncino ne diverrà l'amante. In seguito Anna Fallarino otterrà l'annullamento del matrimonio dalla Sacra Rota, per poi sposarsi con lui, sia con rito civile che religioso, nel 1959. 
Sarà durante il viaggio di nozze che il marito le rivelerà i suoi gusti sessuali, spingendola a intrattenere rapporti sessuali con giovani di bell'aspetto da lui stesso scelti e pagati, il tutto sotto il suo sguardo e riservandosi, inoltre, la possibilità di scattare delle fotografie di quanto avveniva. Di tale passione triolistica restano numerose annotazioni scritte di suo pugno relative ai momenti e alle esperienze più soddisfacenti. Non mancano le testimonianze di chi ha partecipato ai loro giochi erotici, come quella di un bagnino. 

### Il coinvolgimento di Massimo Minorenti

Anna Fallarino fotografata dal marito Camillo

Tuttavia, con il proseguire degli incontri, Camillo Casati Stampa Di Soncino nel suo diario personale esprime più volte il timore di un possibile coinvolgimento affettivo della donna con gli occasionali compagni di rapporti mercenari. La svolta decisiva in tal senso si ebbe quando Anna Fallarino, coinvolgendo il marito, incominciò a organizzare festini invitando molte persone, tra le quali era spesso presente Massimo Minorenti, uno studente fuori corso di scienze politiche, già noto alle cronache mondane per una presunta relazione con Lola Falana.
Massimo Minorenti, in precedenza, era stato pagato da Camillo Casati Stampa Di Soncino per avere rapporti sessuali con Anna Fallarino. Il ripetersi di simili situazioni non passò inosservato a quest'ultimo, tanto che una sera, tra amici, sbottò con un «...è la prima volta che mia moglie mi tradisce con il cuore» poi, con una certa sicurezza, aggiunse: «Ma sono certo che le passerà». La relazione tra Anna Fallarino e Massimo Minorenti, dunque, lo infastidiva, sentendosene tagliato fuori.
I fatti avrebbero assunto una direzione sempre più distante da quella da lui attesa, tanto che nel suo diario, alla data del 7 luglio 1970, parlando della moglie, scriveva trattarsi della «...più grande delusione della mia vita, vorrei essere morto e sepolto. Che schifo, piccineria, voltastomaco quello che mi ha fatto Anna. Pensavo che fossimo l'unica coppia legata veramente, e invece...». Pensa al suicidio, scrive alla sua amata chiedendole di andarlo a trovare presso lo storico mausoleo di famiglia al cimitero di Muggiò una volta morto; poi, però, ci ripensa.

### L'omicidio
Camillo Casati Stampa Di Soncino si era assentato da Roma per partecipare a una battuta di caccia presso la tenuta di Valdagno alla quale era stato invitato dalla famiglia Marzotto. Al termine della stessa — erano circa le ore quattro del mattino del 30 agosto 1970 — fece una telefonata alla sua abitazione romana: sentendosi rispondere da Massimo Minorenti, entrò in uno stato di grande agitazione, apparendogli ormai palese il tradimento della moglie. Interrotta la comunicazione, chiamò nuovamente il numero di casa e questa volta rispose Anna Fallarino. Dopo averle lanciato gravi minacce si precipitò a Roma: appena giunto nella sua casa di via Giacomo Puccini 9 avvertì la servitù (cinque persone in tutto) di non disturbare assolutamente, vergò un estremo messaggio sul retro di un calendario erotico («Amore mio, vita mia, perdonami, ma quello che farò lo debbo fare. Addio, mia unica gioia passata») e pochi istanti dopo, imbracciando l'arma del delitto, si recò nel salotto dove i due lo stavano aspettando. Entratovi, sparò tre colpi alla moglie e poi due all'amante, che aveva afferrato un piccolo tavolo nella speranza di ripararsi. Usò l'ultimo colpo su di sé. L'arma utilizzata si rivelò poi essere un fucile Browning calibro 12.
La servitù, allarmata dagli spari, aveva nel frattempo chiamato la polizia, senza tuttavia entrare nella stanza. In un'intervista a L'Europeo, l'agente Domenico Scali ricorda: «Il primo corpo che vidi fu quello di Anna Fallarino. Mi sembrò ancora viva. Era seduta sul divano con le gambe incrociate sopra uno sgabello. Aveva le mani in grembo e il volto sereno. La nota stonata era una macchia scura di sangue sulla camicetta. Vicino a lei, accanto al divano, c'era il giovane Minorenti. Giaceva mezzo raggomitolato per terra, con indosso una maglietta leggera e dei pantaloni, seminascosto da un tavolino con cui aveva tentato a quanto pare un'estrema difesa. Avanzai e vidi anche il terzo corpo, quello del marchese. Non era un bello spettacolo, con la testa mezza sfigurata dal colpo di fucile. L'arma, un Browning calibro 12, giaceva abbandonata su una poltrona. Doveva aver usato quella poltrona per puntarsi il fucile sotto il mento».
Secondo la relazione della magistratura inquirente: «Il Casati era pervenuto a una concezione del suo rapporto con la seconda moglie, Anna Fallarino, tale da consentirgli non solo la più ampia tolleranza verso i rapporti sessuali della moglie con occasionali amanti dell'uno o dell'altro sesso, ma anche e soprattutto di eccitarsi e di godere in massima misura della sua partecipazione». Vent'anni dopo, intervistato dal quotidiano Il Messaggero, il capo della squadra mobile romana smentì incontri lesbici, droghe, orge ed eventuali ricatti da parte del giovane amante.

### Epilogo
Con la morte di Camillo Casati Stampa Di Soncino, sepolto secondo il suo volere accanto alla seconda consorte nel mausoleo di famiglia al cimitero di Muggiò, le sue proprietà passarono alla figlia Anna Maria, avuta dalla prima moglie, la ballerina Letizia Izzo (meglio nota come Lydia Holt). 
Nel suo testamento aveva disposto di lasciare tutti i suoi possedimenti alla moglie Anna Fallarino, ad eccezione di un quadro e di un'assicurazione del valore di 100 milioni di lire, destinati alla figlia. Pertanto, la successione universale di quest'ultima fu contestata dalla famiglia Fallarino, che si affidò all'avvocato Cesare Previti. Tra le proprietà di Camillo Casati Stampa Di Soncino, oltre alla residenza di Roma e a Palazzo Stampa di via Soncino in Milano, vi erano le numerose residenze sparse nel milanese: Muggiò, Cinisello Balsamo, Usmate Velate, Cusago, Arcore. Quest'ultima residenza, già Giulini Della Porta, ora Villa San Martino, è di proprietà della famiglia Berlusconi dal 1974. 
La perizia medica stabilì che Anna Fallarino era deceduta sul colpo al primo sparo diretto contro di lei, morendo prima del marito. 
Dalla stampa sensazionalistica vennero pubblicate le fotografie in cui Anna Fallarino era ripresa nuda, sulle spiagge private, durante focose ed estemporanee performance con sconosciuti. Tali foto erotiche furono pubblicate da diversi giornali: Men, L'Europeo e altri fecero a gara a presentarle, unitamente a parti del diario personale di Camillo Casati Stampa Di Soncino. Le immagini erano conservate dal marito in un libro foderato di raso verde, tenuto sopra la scrivania; non si scoprì mai come il materiale giunse alla stampa. La figlia Anna Maria ottenne il sequestro di una pubblicazione oscena in cui erano presenti molte delle famose foto, unitamente a un rapporto diffamatorio, in molti passi inventato.